# Rudolf Diesel
Rudolf Christian Karl Diesel (Parigi, 18 marzo 1858 – Canale della Manica, 30 settembre 1913) è stato un ingegnere tedesco, famoso per l'invenzione del motore che ne porta il nome.

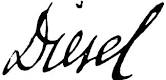
Autografo di Rudolf Diesel

Dal 1978 è entrato a far parte dell'Automotive Hall of Fame, associazione che raggruppa tutti coloro che hanno contribuito alla storia dell'automobile.
Negli anni successivi al suo diploma, conseguito brillantemente nel 1880 presso la Technische Hochschule di Monaco, Diesel cercò di inventare un più efficace sostituto al vapore come mezzo fluido da usare nelle macchine termiche. Grazie alla sua notevole preparazione teorica di tipo matematico e fisico, riuscì a progettare un motore con un rendimento superiore alla macchina a vapore e al motore a combustione interna che Nikolaus August Otto aveva inventato prima di lui. Il motore di Diesel venne brevettato nel 1892, ma fino al 1897 non venne realizzato alcun esemplare che funzionasse in modo del tutto soddisfacente.
Durante il resto della sua vita si sforzò di introdurre il suo motore in tutto il mondo, ma fu sempre afflitto da problemi relativi alla fabbricazione, alle licenze e ai finanziamenti. Mentre era in viaggio verso l'Inghilterra (1913) cadde in mare e morì. Negli anni seguenti il motore Diesel acquistò sempre maggiore importanza come generatore di potenza per macchinari e mezzi di trasporto.

## Biografia

### Giovinezza a Parigi

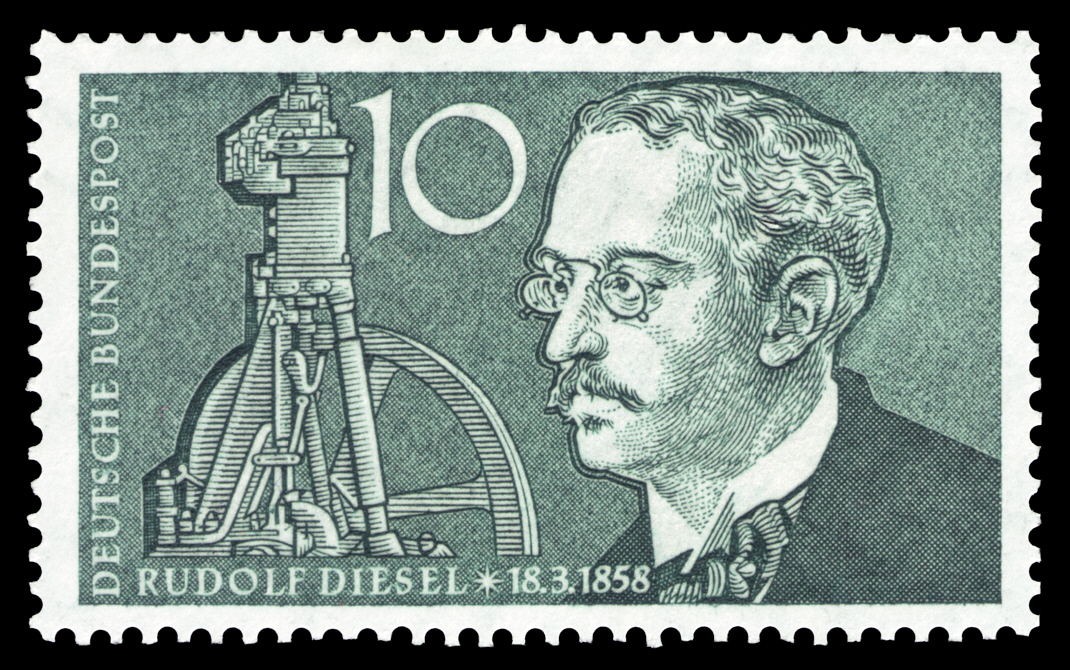
Francobollo della Deutsche Bundespost del 1958 per il 100º anniversario della nascita

Nacque a Parigi da genitori tedeschi. Secondo figlio di un rinomato rilegatore e artigiano del cuoio, Theodor Diesel, lasciò nel 1848 la città tedesca di Augusta. Sua madre, Elise Strobel, originaria di Norimberga dove la famiglia commerciava beni di lusso, era una governante che si occupava anche di insegnare tedesco come tutrice.

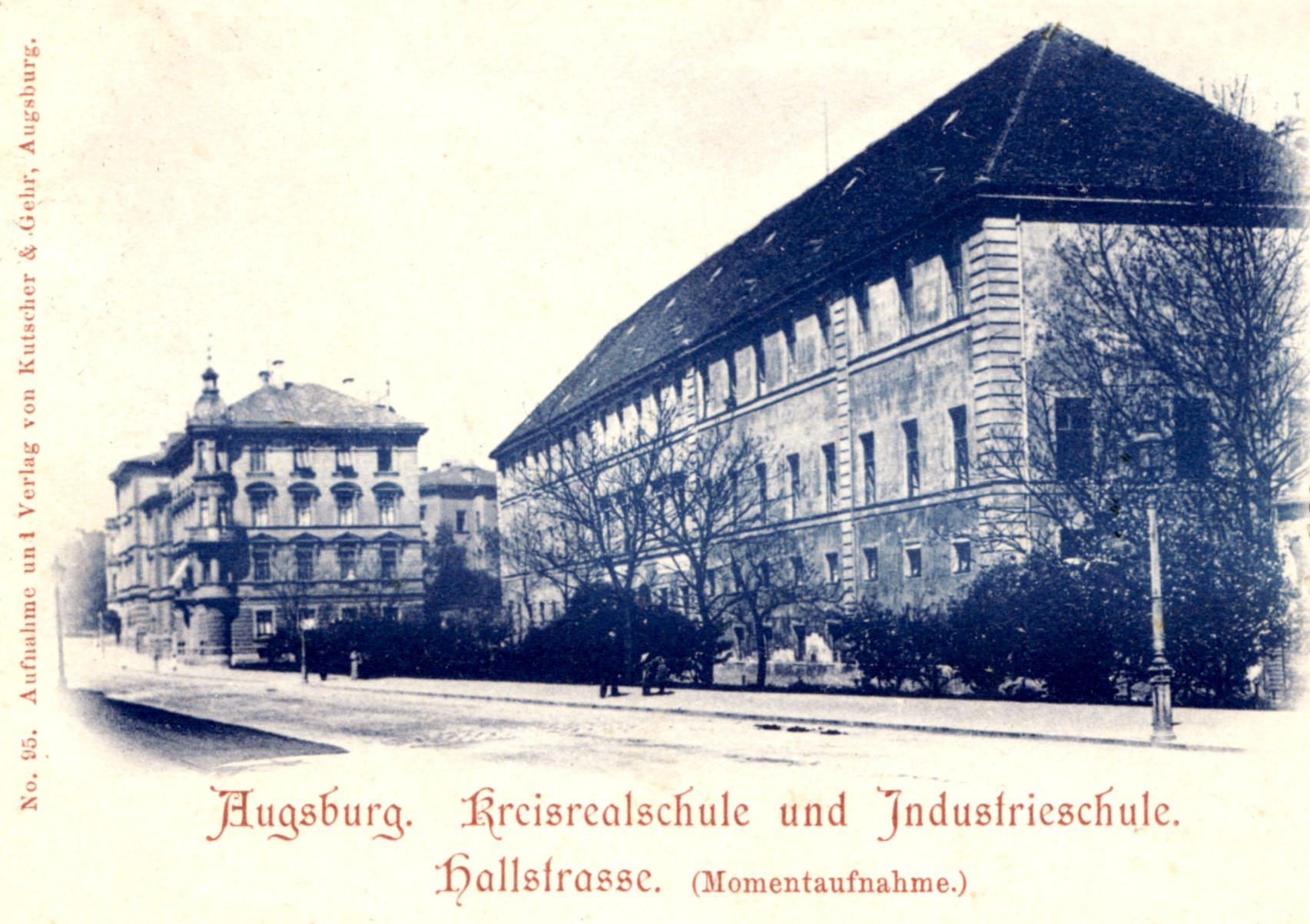
La Kreisreal- und Industrieschule di Augusta nel 1895

Trascorse la sua giovinezza fino al 1870 a Parigi. Sin dalle scuole elementari Rudolf si mostrava ottimo studente, e fu ammesso già all'età di 12 anni alla École Primaire Supérieure, considerata la migliore delle scuole medie della città.
Allo scoppio della guerra franco-prussiana, il 24 agosto 1870, lui e la sua famiglia vennero subito considerati nemici, e tra il 4-5 settembre 1870 furono costretti a trasferirsi a Londra. Come la sua famiglia, Rudolf Diesel era un fervente luterano.

### Istruzione ad Augusta
Un cugino lo aiutò, il 1º settembre 1870, a tornare nella città d'origine della sua famiglia, Augusta, dove si iscrisse alla Realschule di Commercio della contea. Suo zio Christoph Barnickel era professore alla Königlichen Kreis-Gewerbsschule (Scuola commerciale reale del distretto), oggi conosciuta come Holbein-Gymnasium di Augusta (Liceo di Holbein), Per cinque anni, Barnickel e sua moglie Betty si presero cura di lui come un figlio adottivo.
Nel 1872 divenne Mechaniker (ingegnere). Nel 1873 completò gli studi alla Gewerbeschule. Frequentò il primo corso della neonata Industrieschule (scuola industriale), successivamente presso la Hochschule di Augusta (università delle scienze applicate di Augusta).
Nell'estate del 1875 concluse gli studi con ottimi risultati.
Vinse una borsa di studio alla Technische Hochschule (Università di tecnologia di Monaco di Baviera), dove si dimostrò un allievo eccellente. Divenne pupillo di Carl von Linde, pioniere della refrigerazione.

### Studi a Monaco di Baviera

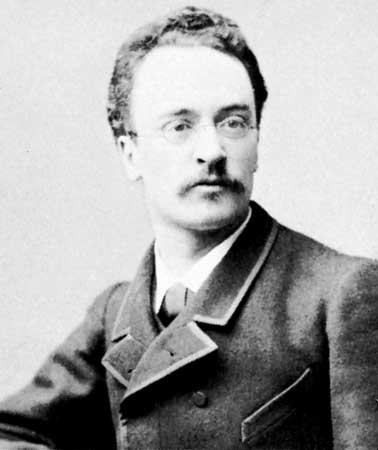
Rudolf Diesel (1883)

Nel 1875 iniziò gli studi alla Technischen Hochschule di Monaco. Divenne socio della "Skizzenvereins der mechanisch-technischen Abteilung des Königlichen Polytechnikums zu München", in italiano, "Associazione di disegno del dipartimento tecnico-meccanico del Politecnico reale di Monaco". Più tardi si associò alla Studentenverbindung, in italiano, Unione studentesca dei paesi di lingua tedesca, dell'Akademischer Maschinen-Ingenieur-Verein, in italiano, Associazione accademica di ingegneria. Nel 1880 si laureò, con il massimo dei voti, alla Technische Universität di Monaco.
Dopo la laurea, lavorò per due anni come tecnico e progettista a Winterthur, in Svizzera, dopodiché, ritornò a Parigi, dove venne assunto come ingegnere della refrigerazione presso le industrie di refrigerazione Linde. A Parigi sviluppò il gusto per le belle arti e una filosofia internazionalista. Si sposò nel 1883 ed ebbe tre figli.

### Sviluppo del motore Diesel

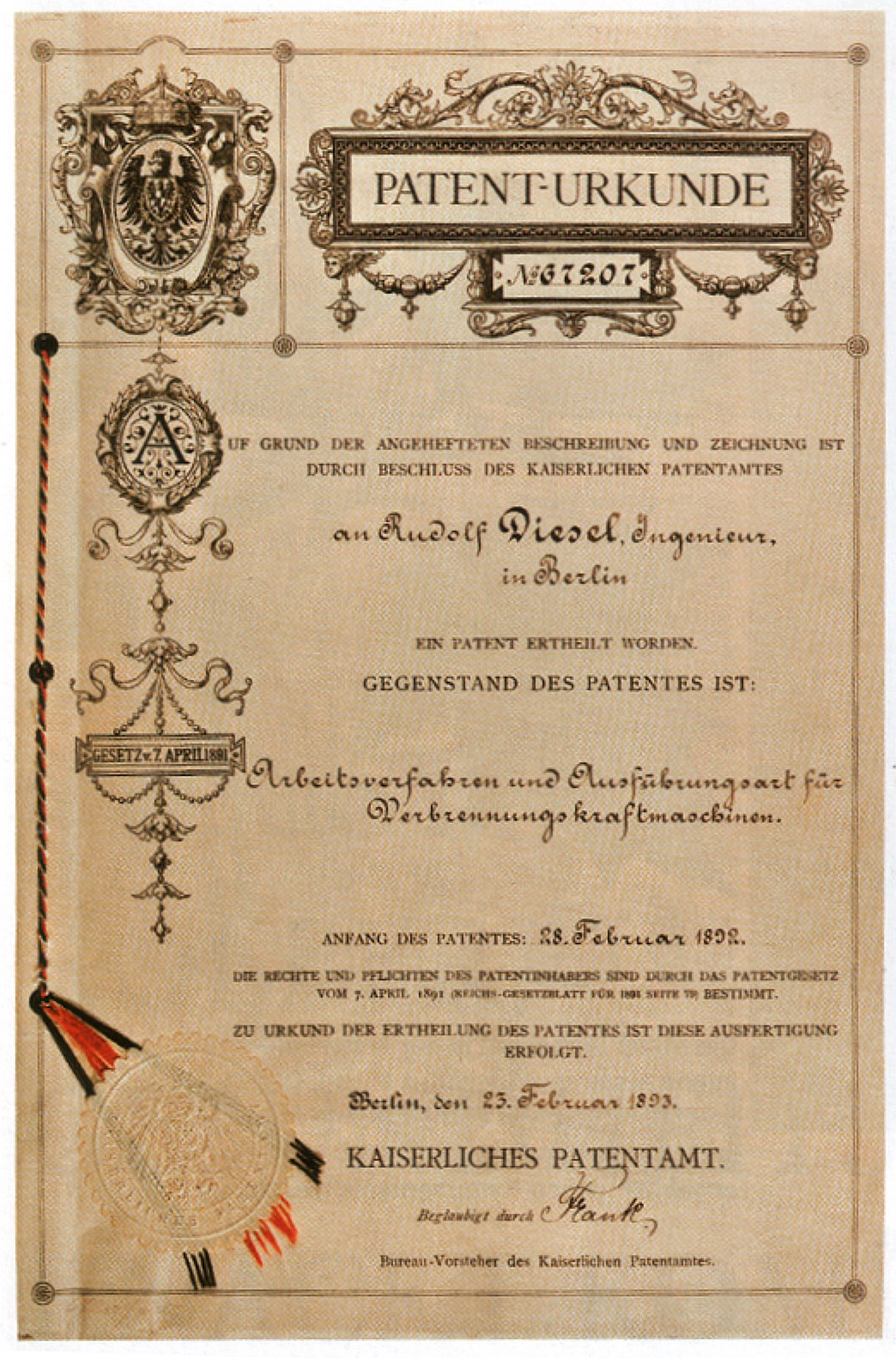
Brevetto del 23 febbraio 1893 per il motore Diesel, DRP 67 207

Nel 1885, a Parigi ebbe modo di fondare la sua prima officina-laboratorio nel 1885, dove cominciò a lavorare a un nuovo tipo di motore. Il progetto non era ancora concluso quando Diesel si trasferì a Berlino, su richiesta delle industrie Linde. Nel 1892 ottenne il brevetto tedesco per il suo motore, il 27 febbraio 1892: Neue rationelle Wärmekraftmaschine e concesso il 23 febbraio 1893 con numero DRP 67 207 con oggetto „Arbeitsverfahren und Ausführungsart für Verbrennungskraftmaschinen“.
Nell'anno successivo, la pubblicazione del principio di funzionamento nel saggio: "Teoria e costruzione di un motore termico razionale, destinato a soppiantare la macchina a vapore e le altre macchine a combustione finora conosciute".
Rudolf Diesel sviluppò l'idea di un motore a cui bastasse l'alta temperatura generata dalla compressione dell'aria nella camera di scoppio per l'accensione del carburante, eliminando quindi il dispositivo di accensione, allora usato nei motori a combustione interna che derivavano dall'idea di Nikolaus Otto.
Il primo brevetto non descrive il principio attuale del motore Diesel, bensì l'idea generale del Diesel. Descrive la macchina ideale del ciclo di Carnot di Nicolas Léonard Sadi Carnot: questa base fu messa in discussione per un'applicazione pratica, in particolare circa le alte pressioni teoriche calcolate da Diesel. Fu considerata più tardi come il Triumph der Theorie, il trionfo della teoria.
Per la nuova idea di un processo Carnot modificato, Diesel brevettò un secondo principio (29 novembre 1893, DRP 82 168). Le regole base erano però già state reclamate nel 1890 dall'inglese Herbert Akroyd Stuart; la macchina dell'inglese fu sviluppata nel luglio 1892 da Richard Hornsby & Sons a Grantham, nel Lincolnshire.

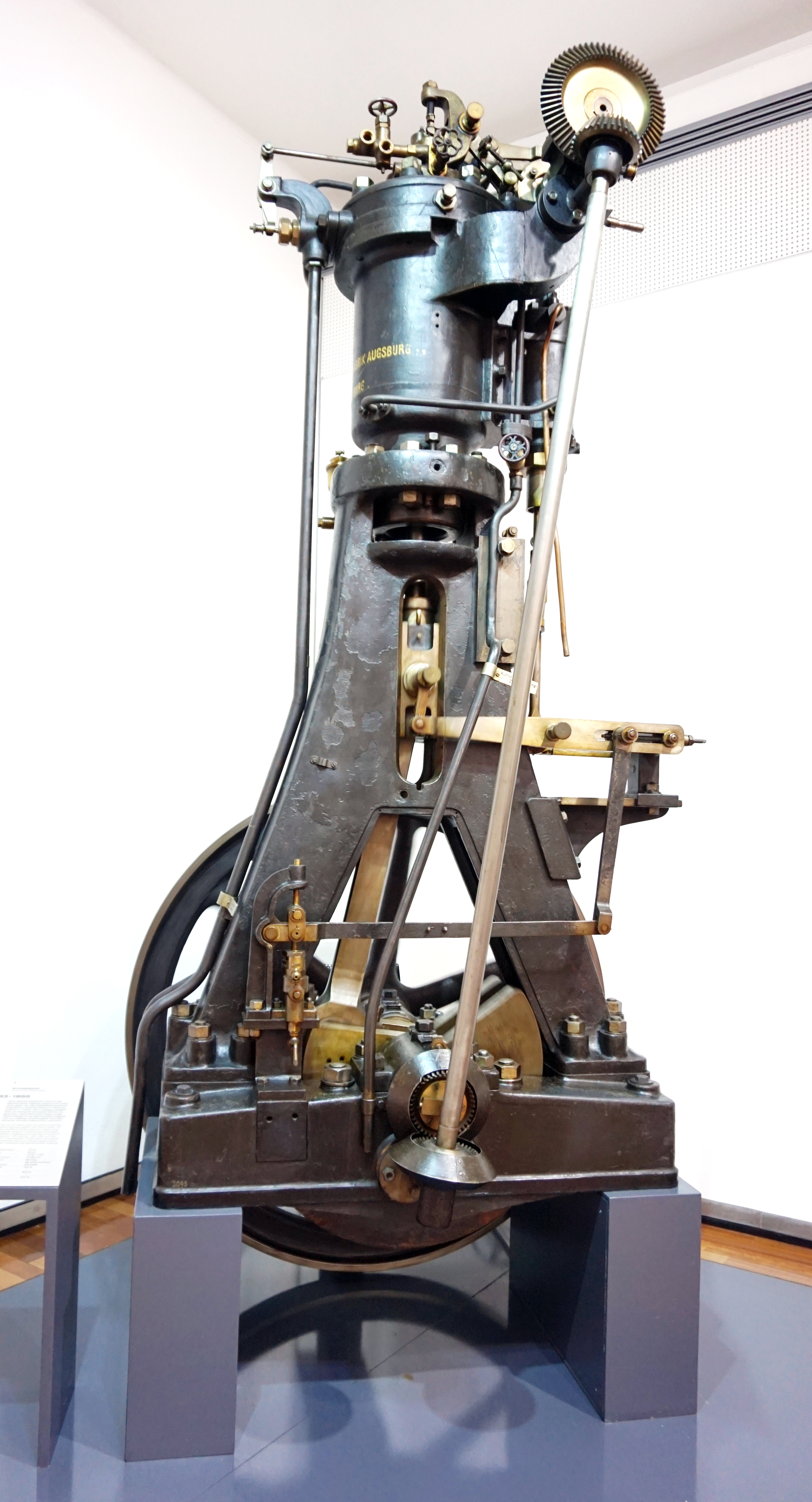
Il primo motore Diesel

Diesel utilizzò per i suoi esperimenti petrolio, ma non funzionò. Utilizzò anche benzina, per l'accensione. Il problema era l'accensione già possibile nei collettori della miscela aria-benzina. Bisognava mantenere un raffreddamento dei collettori per evitare l'autoaccensione, che invece doveva avvenire nella camera di combustione.
Con il suo editore Julius Springer scrisse il libro Theorie und Konstruktion eines rationellen Wärmemotors zum Ersatz der Dampfmaschinen und der heute bekannten Verbrennungsmotoren (1893) e prese contatti con Heinrich von Buz, direttore generale della Maschinenfabrik Augsburg, più tardi (1908) MAN AG. Con il finanziamento delle acciaierie Krupp di Friedrich Krupp, Rudolf Diesel nel 1893 produsse un motore Diesel. Il 10 agosto 1893 il primo prototipo funzionò producendo lavoro.
Il 17 febbraio 1894 un motore dotato di un singolo pistone fu capace di girare per un minuto durante una dimostrazione pubblica: il motore era alimentato con carburante polverizzato, iniettato da un getto d'aria compressa. Era una macchina alta 3 metri, che raggiungeva una compressione di 80 atmosfere (8100 kPa).
Diesel costruì un prototipo migliorato nel 1897, mentre lavorava alla Maschinenfabrik Augsburg. Il suo motore aveva alcune caratteristiche simili al prototipo di Herbert Akroyd Stuart del 1890, e per questo dovette affrontare diverse dispute sulla paternità del brevetto: la sua invenzione ebbe però un riconoscimento ufficiale, ed è su questo modello che sono costruiti i moderni motori Diesel.
Raggiunse un'efficienza energetica del 26,2%. Senza l'ingegneria MAN e la forza finanziaria, Diesel non riuscì a produrre i motori in serie. I sei mesi previsti per lo sviluppo si dilatarono a quattro anni, con diverse interruzioni. Gli sviluppi della MAN non seguivano più i brevetti di Diesel.

### Inizi della produzione
Il 1º gennaio 1898 fu fondata la Dieselmotorenfabrik Augsburg. Il 17 settembre 1898 fonda la Allgemeinen Gesellschaft für Dieselmotoren.
Nel 1900 a Londra nasce la Diesel Engine Company.
La sua presentazione ufficiale si ebbe, dopo altri tre anni di studio, all'Esposizione Universale di Parigi del 1900, il carburante utilizzato era l'olio di arachidi; la produzione iniziò subito e il primo motore destinato al mercato fu assemblato all'interno di una distilleria statunitense.
Rudolf Diesel lavorò anche per la Leobersdorfer Maschinenfabrik in Austria. Cinque anni più tardi venne fabbricato il primo motore Diesel austriaco. La prima nave a motore Diesel risale al 1903, il primo motore Diesel di piccola cilindrata al 1908.
La quantità di brevetti che vennero riconosciuti al motore in tutti i Paesi europei assicurarono una rendita milionaria a Rudolf Diesel, che divenne ricco in poco tempo. L'attesa estenuante per ottenere brevetti in tutto il mondo però lo fece ammalare; come imprenditore non ebbe talento. Nel 1911 la Dieselmotorenfabrik Augsburg fallì.
La prima nave Diesel fu la MS Selandia del 1912 a Copenaghen. La prima locomotiva Diesel fu la Diesel-Klose-Sulzer-Thermolokomotive della Borsig.

### Morte

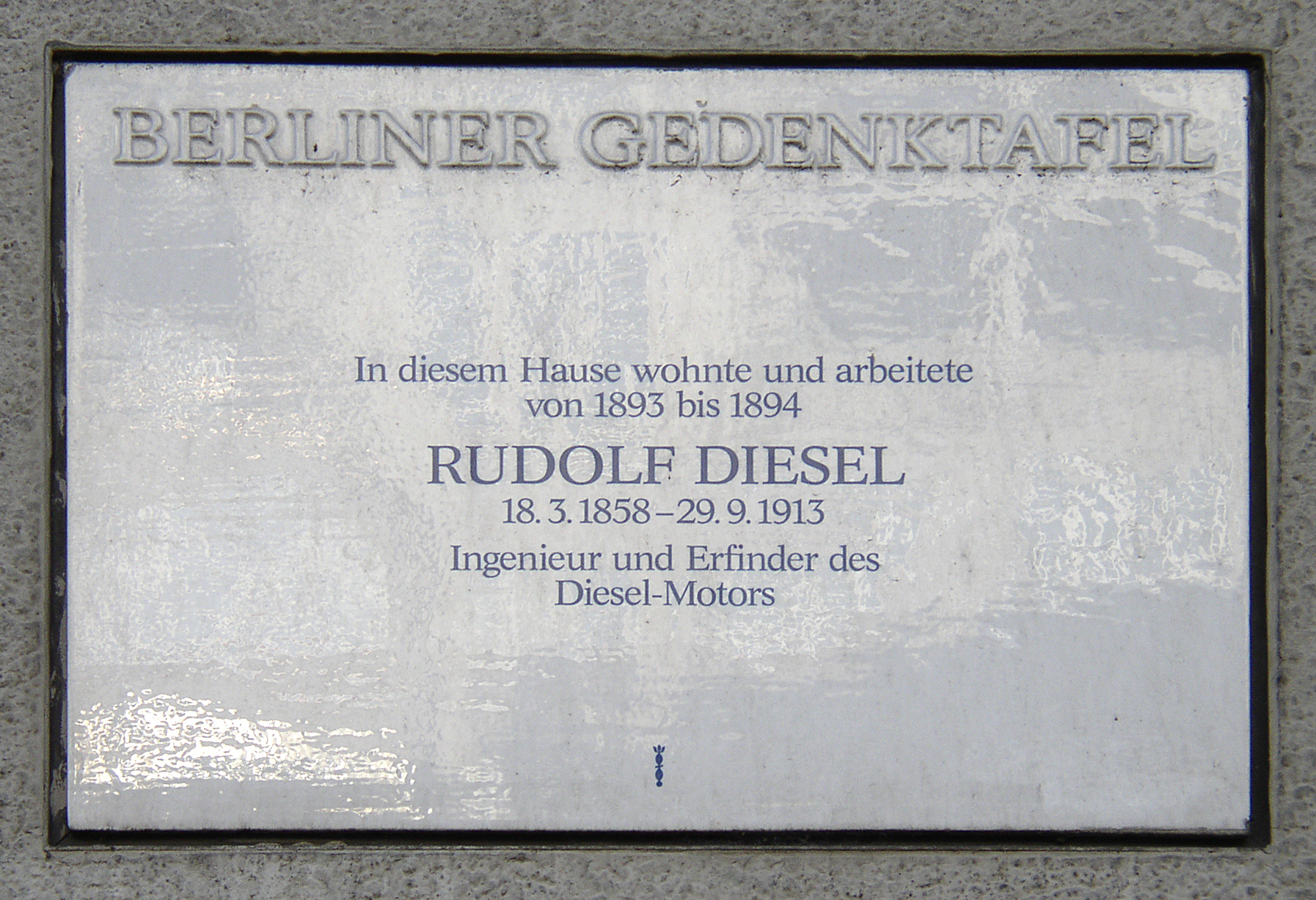
Targa berlinese a Berlino-Charlottenburg (Kantstraße 153)

Diesel aveva un carattere poco stabile, essendo soggetto a frequenti cambi d'umore, esaurimenti nervosi e un atteggiamento spesso paranoico. Difese tenacemente la paternità del suo progetto, ed ebbe modo di fare una serie di conferenze negli USA nel 1904, oltre a pubblicare autonomamente un testo in due volumi sulla sua idea di filosofia sociale anticapitalista chiamata "solidarismo".
Le circostanze della sua morte non sono mai state del tutto chiarite: si sono perse le sue tracce durante una traversata del Canale della Manica da Anversa verso Harwich, il 29 settembre 1913, a bordo della Dresden, si è subito pensato al suicidio, perché il diario di bordo, che fu ritrovato a bordo della nave vuota, presentava su quel giorno una croce, a significare che il gesto poteva essere stato premeditato. Il suo letto in cabina non era stato utilizzato. Si stava recando alla Consolidated Diesel Manufacturing Ltd. di Londra.
Secondo le volontà testamentarie, sua moglie Martha ricevette una valigia contenente una piccola quantità di denaro e un ampio fascicolo di documenti che attestavano i debiti che Diesel aveva contratto con alcune banche.
Un'altra teoria coinvolge la Kaiserliche Marine, che cominciava a usare i motori Diesel sui sommergibili – un provvedimento a cui Diesel si era strenuamente opposto. Si pensò che Diesel stesse andando in Inghilterra per proporre alla Royal Navy l'uso dei motori Diesel in opposizione a quella tedesca, il che avrebbe fornito all'Impero tedesco un ottimo motivo per eliminarlo.
Il suo corpo fu trovato nella Manica il 10 ottobre successivo dalla guardia costiera olandese Coertsen. Nelle sue tasche furono trovati un porta pastiglie, un portamonete, un coltellino e una custodia per occhiali, che il figlio Eugen Diesel riconobbe il 13 ottobre a Vlissingen.
Seguendo l'uso del tempo, i marinai presero solo i suoi effetti personali (in seguito riconosciuti dal figlio minore di Diesel, Eugen) e restituirono il corpo al mare.
Il quotidiano L'Aéro pubblicò nel 1934 un articolo in cui scrisse che Diesel il 25 settembre 1913 a Gand scrisse una memoria alla propria moglie a Francoforte, molto depresso per la situazione economica. L'azienda Diesel inglese versava in pessime condizioni. Diesel avrebbe dovuto, il 1º ottobre, incontrare la direzione a Londra e parlare con l'azionariato. Successivamente avrebbe dovuto incontrare Herren Carels, direttore della Carels di Gand, così come l'ingegner Luckmann.

## Sviluppi successivi
Durante la Grande Guerra furono costruiti sommergibili U-Boot e navi Diesel. Nel 1923 viene costruito il primo autocarro Diesel. Le prime automobili Diesel furono la Mercedes-Benz 260 D e la Hanomag Rekord, presentate nel febbraio 1936 a Berlino alla Internationalen Automobil- und Motorrad-Ausstellung.
Durante la seconda guerra mondiale il motore Diesel fu associata al motore a benzina su Panzer, con meno probabilità di incendio del gasolio rispetto alla benzina. L'Unione Sovietica applicò il motore Diesel sul carro armato T-34 dell'Armata Rossa.
Per gli alti costi dei carburanti minerali, viene usato anche olio vegetale (combustibile) come l'olio di colza e il Biodiesel. Rudolf Diesel ebbe successo nell'utilizzo di olio di semi di arachide, ma troppo caro per un uso industriale.

## Diesel e l'esperanto
Diesel si interessò anche di lingua esperanto, sebbene non sia noto se fosse in grado di parlarla correntemente o se si limitasse a condividerne gli ideali.
Parlo di questa lingua dal punto di vista di un ingegnere, il cui scopo è il risparmio di energia... L'obiettivo dell'esperanto è risparmiare tempo, energia, lavoro, denaro, e rendere più rapide, più immediate le relazioni internazionali.
Da questo punto di vista è arduo comprendere le resistenze che ancora si incontrano contro l'introduzione di qualcosa di così utile all'umanità. Ritengo che l'introduzione dell'esperanto sia un bisogno irrinunciabile per la pace e la cultura.»
(Das Esperanto ein Kulturfaktor, 1913)

## Solidarismus
Diesel si occupò di socialismo. Nel 1903 pubblicò un libro dal titolo Solidarismus: Natürliche wirtschaftliche Erlösung des Menschen. Esprimeva l'idea di un'economia solidale, dove i lavoratori si organizzavano nella produzione di beni e servizi. Tutti i ricavi messi in una Cassa di risparmio che avrebbe poi ridistribuito per crediti ai soci cittadini.. Anche per il suo motore aveva idealizzato un uso decentralizzato e di promozione sociale.

## Onorificenze

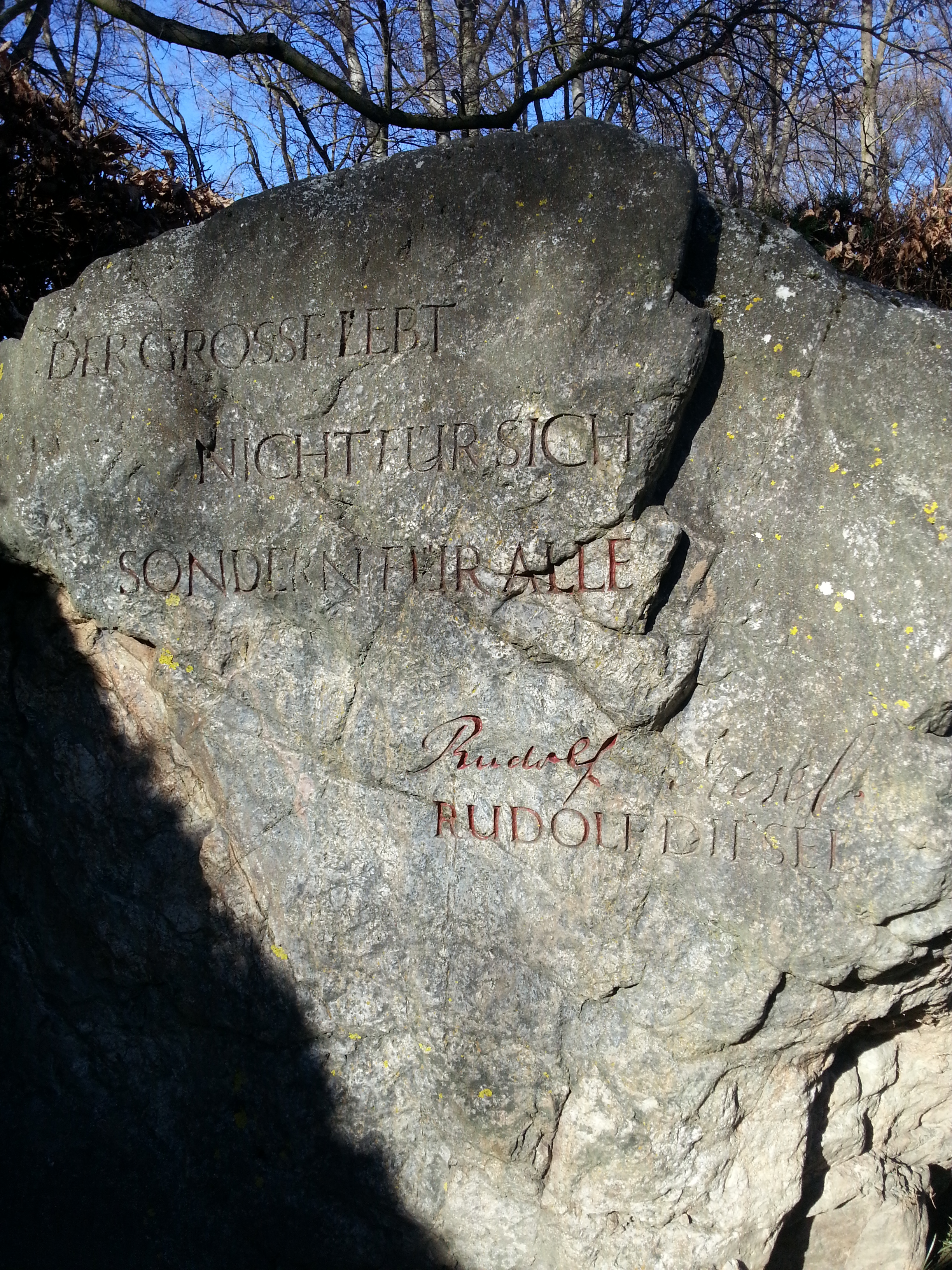
Monumento a Rudolf Diesel a Wittelsbacher Park

Un busto è presente alla Ruhmeshalle di Monaco di Baviera. Diverse città hanno vie dedicate a Diesel. Alla Technische Universität esiste il „Rudolf Diesel Senior Fellowship“ dell'Institute for Advanced Study.
Nel Wittelsbacher Park ad Augusta esiste dal 1957 il „Rudolf-Diesel-Gedächtnishain“ primo giardino giapponese di Germania, di circa 1.000 m². La pietra di due metri d'altezza, proveniente dal fiume Inagawa fu trasportata ad Augusta. Dono di Hain Magokichi Yamaoka, capo della Yanmar-Diesel-Werke, che produce motori Diesel a Amagasaki e Nagahama.

### Asteroide
Il 28 luglio 1999 l'asteroide 10093 Diesel viene dedicato alla sua persona.

### Dieselring
La Verband der Motorjournalisten e. V. (VdM) annualmente dal 1955 conferisce l'anello d'oro Dieselring.

### Rudolf-Diesel-Medaille
Il Deutsches Institut für Erfindungswesen (D.I.E.) conferisce annualmente la Rudolf-Diesel-Medaille.

## Opere
- Rudolf Diesel, Theorie und Konstruktion eines rationellen Wärmemotors zum Ersatz der Dampfmaschine und der heute bekannten Verbrennungsmotoren, Berlin, Springer, 1893.
- Rudolf Diesel, Die Entstehung des Dieselmotors. Springer, Berlin 1913. Fac-simile: Moers, Steiger, 1984, ISBN 3-921564-70-0.
- Rudolf Diesel, Solidarismus. 1903. Zitat Rudolf Diesel: „Daß ich den Dieselmotor erfunden habe, ist schön und gut. Aber meine Hauptleistung ist, daß ich die soziale Frage gelöst habe.“, Augsburg, Neuauflage im MaroVerlag, 2007, ISBN 978-3-87512-416-3.
- Rudolf Diesel, The present status of the Diesel engine in Europe, and a few reminiscences of the pioneer work in America, St. Louis, Missouri, Busch-Sulzer Bros.-Diesel Engine Co., 1912.

## Filmografia
- Rudolf Diesel – Das vergessene Genie. Dokumentarfilm, Deutschland, 2000, 42:40 Min., Buch und Regie: Birgit Eckelt, Produktion: Bayerischer Rundfunk, Inhaltsangabe von 3sat.
- Das Diesel-Rätsel. Dokumentarfilm, Doku-Drama, Deutschland, Großbritannien, Frankreich, 2010, 51:40 Min. (arte), 42 Min. (ZDF), Buch und Regie: Christian Heynen, Produktion: Engstfeld Film, ZDF, arte, Reihe: Terra X, Erstsendung: 21. August 2010 bei arte, 16. Februar 2011 im ZDF, Inhaltsangabe mit online-Video vom ZDF.
- Die Selandia und der Tod von Rudolf Diesel. Dokumentarfilm, Dänemark, 2012, 58 Min., Buch: Grant Eustace, Regie: Michael Schmidt-Olsen, Produktion: Chroma Film, deutsche Erstsendung: 26. Oktober 2013 bei arte, Inhaltsangabe von ARD.